# クロスビー・ナッシュ (アルバム)
| 専門評論家によるレビュー | 専門評論家によるレビュー |
| レビュー・スコア         | レビュー・スコア         |
| 出典                     | 評価                     |
| ------------------------ | ------------------------ |
| AllMusic                 | [ 1 ]                    |

『クロスビー・ナッシュ』(Crosby * Nash)は、2004年にリリースされたクロスビー＆ナッシュの2枚組アルバム。

## 概要
スタジオ・アルバムは『ホイッスリング・ダウン・ザ・ワイヤー』以来28年ぶりで、クロスビー・スティルス・ナッシュ&ヤングのカルテット、トリオ、デュオのどの編成によるオリジナル曲のアルバムとしても最後の作品となった。2006年、このアルバムの13曲を1枚に収めた編集盤（『クロスビー・ナッシュ、ハイライト』）が登場した。「Michael (Hedges Here)」は、1997年に亡くなった彼らの友人であるギタリスト、マイケル・ヘッジスへのトリビュートである。このアルバムのコア・バンドは、クロスビーのC.P.R.プロジェクトのジェイムズ・レイモンドとジェフ・ピーヴァー、1970年代にクロスビーとナッシュと共演したセッション・ミュージシャンのリーランド・スカラーとラス・カンケル、そしてギタリストのディーン・パークスである。元々は、クロスビーのバンド、C.P.R.のサード・アルバムとしてレコーディングを始めた物である。全曲は2004年1月12日から2月12日まで、カリフォルニア州バーバンクのセンター・ステージングとハワイ州カウアイ島のカズー・スタジオでレコーディングされた。
なお、この作品は国内未発売である。

## 収録曲
| #   | タイトル                      | 作詞・作曲               | 時間 |
| --- | ----------------------------- | ------------------------ | ---- |
| 1.  | 「Lay Me Down」               | James Raymond            | 3:37 |
| 2.  | 「Puppeteer」                 | Raymond                  | 4:06 |
| 3.  | 「Through Here Quite Often」  | David Crosby, Dean Parks | 4:05 |
| 4.  | 「Grace」                     | Raymond                  | 0:46 |
| 5.  | 「Jesus of Rio」              | Graham Nash, Jeff Pevar  | 4:12 |
| 6.  | 「I Surrender」               | Marc Cohn                | 4:15 |
| 7.  | 「Luck Dragon」               | Raymond, Crosby          | 4:45 |
| 8.  | 「On the Other Side of Town」 | Nash                     | 3:35 |
| 9.  | 「Half Your Angels」          | Nash                     | 5:05 |
| 10. | 「They Want It All」          | Crosby                   | 5:35 |
| 11. | 「How Does It Shine?」        | Crosby                   | 5:21 |

| #  | タイトル                    | 作詞・作曲                                              | 時間 |
| -- | --------------------------- | ------------------------------------------------------- | ---- |
| 1. | 「Don't Dig Here」          | Raymond, Nash, Russ Kunkel                              | 6:10 |
| 2. | 「Milky Way Tonight」       | Nash                                                    | 3:25 |
| 3. | 「Charlie」                 | Crosby, Parks                                           | 3:34 |
| 4. | 「Penguin in a Palm Tree」  | Nash                                                    | 3:50 |
| 5. | 「Michael (Hedges Here)」   | Nash                                                    | 2:41 |
| 6. | 「Samurai」                 | Crosby                                                  | 1:42 |
| 7. | 「Shining on Your Dreams」  | Nash, Kunkel                                            | 2:35 |
| 8. | 「Live on (the Wall)」      | Patrick Flannery, Nash, Steve Plunkett, Spencer Proffer | 3:22 |
| 9. | 「My Country 'Tis of Thee」 | traditional                                             | 1:43 |

## メンバー

### 参加ミュージシャン
- デヴィッド・クロスビー - ヴォーカル、アコースティック・ギター ジャック・クロスビー - ヴォーカル、アコースティック・ギター
- グラハム・ナッシュ - ヴォーカル、エレクトリック・ピアノ、ギター、ハーモニカ
- ディーン・パークス - ギター
- ジェフ・ピーヴァー - ギター
- ジェイムズ・レイモンド - キーボード
- リーランド・スカラー - ベース
- ラス・カンケル - ドラム、パーカッション
- マット・ローリングス - ピアノ（「On the Other Side of Town」、「Penguin in a Palm Tree」、「Michael (Hedges Here)」)
- ルイス・コンテ - パーカッション（「Jesus of Rio」、「How Does It Shine」)
- ダン・ダグモア - ペダル・スティール・ギター（「Penguin in a Palm Tree」）
- スティーヴ・ファリス - エレクトリック・ギター（"Penguin in a Palm Tree」）参加
- ケイト・マーコウィッツ、アーノルド・マッカラー、ウィンディ・ワグナー - 「Penguin in a Palm Tree」のバック・ヴォーカル

### プロダクション
- ナサニエル・カンケル - プロデューサー、レコーディング、ミキシング
- デヴィッド・クロスビー、ラス・カンケル、グラハム・ナッシュ - 共同プロデューサー
- ケヴィン・プレスナー、クリスティン・シラス、セス・ウォルドマン - アシスタント・エンジニア
- ジョン・ハースト - システム・エンジニア
- ロバート・ハドレー、ダグ・サックス - マスタリング・ラボ（カリフォルニア州ハリウッド）
- キンスキー・ギャロ - アートディレクション、写真、ジャケット写真
- エドワード・チェン - デザイン
- デヴィッド・"ミスター・ボンザイ"・ゴギン - 写真撮影
- バズ・パーソン - 写真撮影